# Алексеев, Девятка
Девя́тка Алексе́ев (XVI—XVII века) — подьячий, затем дьяк Русского царства в правление царя Михаила Фёдоровича. 

## Биография
Подробности биографии неизвестны. Впервые упоминается в 1615/1616 году как подьячий Казённого приказа. В 1624/1625 году принимал участие в раздаче воеводой Б. Хилковым денежного жалования служилым людям в Торопце и в Холме. С 1625 года по 29 июля 1629 года — подьячий, затем дьяк в Торопце.